# Canton des Basses Plaines de l'Aude
Le canton des Basses Plaines de l’Aude, précédemment appelé canton de Coursan, est une circonscription électorale française située dans le département de l'Aude et la région Occitanie.
À la suite du redécoupage cantonal de 2014, les limites territoriales du canton sont remaniées. Le nombre de communes du canton passe de 7 à 6.

## Histoire
Un nouveau découpage territorial de l'Aude entre en vigueur en mars 2015, défini par le décret du 21 février 2014, en application des lois du 17 mai 2013 (loi organique 2013-402 et loi 2013-403). Les conseillers départementaux sont, à compter de ces élections, élus au scrutin majoritaire binominal mixte. Les électeurs de chaque canton élisent au Conseil départemental, nouvelle appellation du Conseil général, deux membres de sexe différent, qui se présentent en binôme de candidats. Les conseillers départementaux sont élus pour six ans au scrutin binominal majoritaire à deux tours, l'accès au second tour nécessitant 12,5 % des inscrits au premier tour. En outre la totalité des conseillers départementaux est renouvelée. Ce nouveau mode de scrutin nécessite un redécoupage des cantons dont le nombre est divisé par deux avec arrondi à l'unité impaire supérieure si ce nombre n'est pas entier impair, assorti de conditions de seuils minimaux. Dans l'Aude, le nombre de cantons passe ainsi de 35 à 19.
Au 1er janvier 2016, le canton de Coursan devient le canton des Basses Plaines de l'Aude par décret pris le 27 décembre 2015.

## Géographie
Ce canton est organisé autour de Coursan dans l'arrondissement de Narbonne. Son altitude varie de 0 m (Coursan) à 200 m (Gruissan) pour une altitude moyenne de 15 m.

## Culture, Terroir et Produits
Le canton a sur son territoire les appellations qualitatives suivantes :
- Vin de pays des Coteaux du Littoral Audois : commune de Gruissan

## Représentation

### Conseillers généraux de 1833 à 2015
| Période | Période          | Identité                          | Étiquette                             | Qualité                                                                                                   |
| ------- | ---------------- | --------------------------------- | ------------------------------------- | --- |
| 1833    | 1842             | Antoine Givernis                  |                                       | Propriétaire, Maire de Coursan                                                                            |
| 1842    | 1848             | Esprit Tapié-Mangau               |                                       | Propriétaire à Salles-d'Aude                                                                              |
| 1848    | 1848             | M. Razimbaud                      |                                       | |
| 1848    | 1861             | Esprit Tapié-Mangau               | Parti de l'ordre                      | Propriétaire à Salles-d'Aude                                                                              |
| 1861    | 1864             | Pierre Auguste Richard Buscailhon |                                       | Conseiller à la Cour Impériale de Montpellier                                                             |
| 1864    | 1871             | Jules Roger Espéronnier           |                                       | Propriétaire                                                                                              |
| 1871    | 1878 (démission) | Pierre Papinaud                   | Gauche                                | Négociant et Maire                                                                                        |
| 1878    | 1883             | Numa Azibert                      | Républicain                           | Propriétaire à Gruissan Elu en 1886 dans le Canton de Conques                                             |
| 1883    | 1907             | Aristide Douarche                 | Républicain                           | Avocat général à Bourges (Cher), conseiller à la Cour de cassation Président du Conseil Général de l'Aude |
| 1907    | 1913             | Joseph Camp                       | Radical anti-gouvernemental puis SFIO | Propriétaire du Domaine Saint-Obre, Maire de Gruissan                                                     |
| 1913    | 1919             | Auguste Gazel                     | Rad.                                  | Maire de Fleury (1905-1925)                                                                               |
| 1919    | 1925             | Philippe Fournié                  | Rad.                                  | Médecin, Maire de Coursan                                                                                 |
| 1925    | 1931             | Eugène Montel                     | SFIO                                  | Instituteur à Narbonne                                                                                    |
| 1931    | 1937             | Pierre Carrière                   | Rad.                                  | Médecin Maire de Salles-d'Aude (1919-1938), Conseiller d'arrondissement                                   |
| 1937    | 1940             | Marius Raynaud                    | SFIO                                  | Ouvrier agricole, Maire de Cuxac-d'Aude                                                                   |
|         |                  |                                   |                                       | |
| 1942    | 1945             | Armand Herail                     |                                       | Maire de Coursan Nommé conseiller départemental en 1942                                                   |
|         |                  |                                   |                                       | |
| 1945    | 1961             | Marius Raynaud                    | SFIO                                  | Maire de Cuxac-d'Aude, Suppléant du député Francis Vals (1958-1962)                                       |
| 1961    | 1979             | Germain Canal                     | SFIO puis PS                          | Viticulteur Maire de Salles-d'Aude (1944-1979)                                                            |
| 1979    | 1985             | Gilbert Pla                       | PCF                                   | Ouvrier dans la métallurgie Maire de Coursan (1977-2014)                                                  |
| 1985    | 1992             | Michel Visneacov (1929-2004)      | PS                                    | Maire de Cuxac-d'Aude (1962-1987)                                                                         |
| 1992    | 2015             | Gilbert Pla                       | PCF                                   | Retraité, Maire de Coursan (1977-2014)                                                                    |

### Conseillers d'arrondissement (de 1833 à 1940)
Le canton de Coursan avait deux conseillers d'arrondissement
| Période                                  | Période | Identité                          | Étiquette                          | Qualité |
| ---------------------------------------- | ------- | --------------------------------- | ---------------------------------- | --- |
| 1833                                     | 1842    | M. Valade                         |                                    | Propriétaire à Narbonne                                                                                        |
| 1842                                     | 1848    | Joseph-Jacques Anglès (1798-1853) |                                    | Propriétaire, maire de Fleury                                                                                  |
|                                          |         |                                   |                                    | |
| 1855                                     |         | Étienne-Martin Marty (1820-1880)  |                                    | Juge de paix à Coursan                                                                                         |
|                                          |         |                                   |                                    | |
| 1883                                     | 1898    | M. Bonnot                         | Républicain Socialiste puis Modéré | Maire de Coursan                                                                                               |
| 1898                                     |         | M. Julia                          | Radical                            | |
|                                          |         |                                   |                                    | |
| 1904                                     |         | M. Roques                         | SFIO                               | |
|                                          |         |                                   |                                    | |
| 1919                                     | 1922    | Yvan Pélissier                    | SFIO                               | Viticulteur, maire de Cuxac-d'Aude, Député de l'Aude (1920-1929), élu conseiller général du canton de Narbonne |
| 1922                                     | 1931    | Pierre Carrière                   | Rad.                               | Médecin, maire de Salles-d'Aude (1919-1938)                                                                    |
| 1928                                     |         | Jules Teisseire                   | Rad.                               | Adjoint au maire de Coursan                                                                                    |
| 1931                                     | 1940    | Pierre Devèze                     | SFIO                               | Maire d'Armissan                                                                                               |
| 1940                                     |         |                                   |                                    | Les conseils d'arrondissement ont été suspendus par la loi du 12 octobre 1940 et n'ont jamais été réactivés    |
| Les données manquantes sont à compléter. |         |                                   |                                    | |

### Conseillers départementaux à partir de 2015
| Période élective | Période élective | Mandat | Mandat   | Identité                | Nuance | Nuance | Qualité |
| ---------------- | ---------------- | ------ | -------- | ----------------------- | ------ | ------ | --- |
| 2015             | 2021             | 2015   | 2021     | Didier Aldebert         |        | DVG    | Dirigeant de société, Maire de Vinassan depuis 2008                                                                                                  |
| 2015             | 2021             | 2015   | 2021     | Séverine Roger-Mateille |        | PRG    | Assistante sociale, Conseillère municipale de Coursan, adjointe au maire depuis 2020                                                                 |
| 2021             | 2028             | 2021   | en cours | Didier Aldebert         |        | DVG    | Conseiller sortant |
| 2021             | 2028             | 2021   | en cours | Séverine Roger-Mateille |        | PRG    | Conseillère sortante, Vice-Présidente du conseil départemental, déléguée à l'autonomie des personnes âgées et des personnes en situation de handicap |

### Résultats détaillés

#### Élections de mars 2015
À l'issue du premier tour des élections départementales de 2015, deux binômes sont en ballottage : Didier Aldebert et Séverine Mateille (DVG, 33,6 %) et Rudy Fabre et Bernadette Mengual (FN, 33,02 %). Le taux de participation est de 56,03 % (9 419 votants sur 16 812 inscrits) contre 57,46 % au niveau départemental et 50,17 % au niveau national.
Au second tour, Didier Aldebert et Séverine Mateille (DVG) sont élus avec 58,12 % des suffrages exprimés et un taux de participation de 58,68 % (5 212 voix pour 9 864 votants et 16 811 inscrits).
Séverine Matelle est membre du MRSL.

#### Élections de juin 2021
Le premier tour des élections départementales de 2021 est marqué par un très faible taux de participation (33,26 % au niveau national). Dans le canton des Basses Plaines de l'Aude, ce taux de participation est de 35,77 % (6 324 votants sur 17 680 inscrits) contre 39,73 % au niveau départemental. À l'issue de ce premier tour, deux binômes sont en ballottage : Didier Aldebert et Séverine Roger-Mateille (Union à gauche avec des écologistes, 63,34 %) et Marie José Mateu et Bruno Pena (RN, 36,66 %).
Le second tour des élections est marqué une nouvelle fois par une abstention massive équivalente au premier tour. Les taux de participation sont de 34,3 % au niveau national, 39,98 % dans le département et 37,09 % dans le canton des Basses Plaines de l'Aude. Didier Aldebert et Séverine Roger-Mateille (Union à gauche avec des écologistes) sont élus avec 64,71 % des suffrages exprimés (3 982 voix pour 6 559 votants et 17 685 inscrits),,. 

## Composition

### Composition antérieure à 2015

Situation du canton de Coursan dans le département de l'Aude avant 2015.

Le canton de Coursan regroupait sept communes.
| Nom                 | Code Insee | Codepostal | Superficie (km2) | Population (dernière pop. légale) | Densité (hab./km2) |
| ------------------- | ---------- | ---------- | ---------------- | --------------------------------- | ------------------ |
| Coursan (chef-lieu) | 11106      | 11110      | 24,61            | 6 056 (2012)                      | 246                |
| Armissan            | 11014      | 11110      | 12,51            | 1 547 (2012)                      | 124                |
| Cuxac-d'Aude        | 11116      | 11590      | 21,54            | 3 991 (2012)                      | 185                |
| Fleury              | 11145      | 11560      | 51,27            | 3 812 (2012)                      | 74                 |
| Gruissan            | 11170      | 11430      | 43,65            | 4 631 (2012)                      | 106                |
| Salles-d'Aude       | 11370      | 11110      | 18,15            | 3 041 (2012)                      | 168                |
| Vinassan            | 11441      | 11110      | 8,96             | 2 549 (2012)                      | 284                |

### Composition à partir de 2015
Le canton comprend six communes entières.
| Nom                                 | Code Insee | Intercommunalité  | Superficie (km2) | Population (dernière pop. légale) | Densité (hab./km2) | Modifier                                    |
| ----------------------------------- | ---------- | ----------------- | ---------------- | --------------------------------- | ------------------ | ------------------------------------------- |
| Coursan (bureau centralisateur)     | 11106      | CA Grand Narbonne | 24,61            | 5 762 (2022)                      | 234                | modifier les données · modifier les données |
| Armissan                            | 11014      | CA Grand Narbonne | 12,51            | 1 474 (2022)                      | 118                | modifier les données · modifier les données |
| Cuxac-d'Aude                        | 11116      | CA Grand Narbonne | 21,54            | 4 070 (2022)                      | 189                | modifier les données · modifier les données |
| Fleury                              | 11145      | CA Grand Narbonne | 51,27            | 4 071 (2022)                      | 79                 | modifier les données · modifier les données |
| Salles-d'Aude                       | 11370      | CA Grand Narbonne | 18,15            | 3 280 (2022)                      | 181                | modifier les données · modifier les données |
| Vinassan                            | 11441      | CA Grand Narbonne | 8,96             | 2 665 (2022)                      | 297                | modifier les données · modifier les données |
| Canton des Basses Plaines de l'Aude | 1106       |                   | 137,04           | 21 322 (2022)                     | 156                | modifier les données                        |

## Démographie

### Démographie avant 2015
| 1962   | 1968   | 1975   | 1982   | 1990   | 1999   | 2006   | 2011   | 2012   |
| ------ | ------ | ------ | ------ | ------ | ------ | ------ | ------ | ------ |
| 11 174 | 11 834 | 11 930 | 14 081 | 17 958 | 20 238 | 23 789 | 25 480 | 25 627 |

### Démographie depuis 2015
En 2022, le canton comptait 21 322 habitants, en évolution de +0,88 % par rapport à 2016 (Aude : +2,65 %, France hors Mayotte : +2,11 %).
| 2013   | 2018   | 2022   |
| ------ | ------ | ------ |
| 21 017 | 21 114 | 21 322 |